# 1I/Оумуамуа
1I/Оумуамуа (ранее C/2017 U1 (PANSTARRS) и A/2017 U1) — первый обнаруженный межзвёздный объект, пролетающий через Солнечную систему, по времени выявления (по времени фиксации же он второй, после CNEOS 2014-01-08). Был открыт 19 октября 2017 года на основе данных телескопа Pan-STARRS.
Первоначально Оумуамуа считался кометой, но спустя неделю он был переклассифицирован как астероид. Это первый открытый объект нового класса гиперболических астероидов.
По данным, опубликованным 27 июня 2018, 1I/2017 U1 «Оумуамуа» представляет собой комету — объект движется с негравитационным ускорением, которое может быть объяснено только кометной природой тела.
Международная группа астрономов во главе с Дэвидом Триллингом на основе анализа данных, собранных космическим инфракрасным телескопом «Спитцер» в ходе наблюдений за Оумуамуа в конце 2017 года, решила, что объект представляет собой кометоподобное тело, имевшее относительно малое альбедо до подлёта к Солнцу. После перигелия поверхность объекта в ходе процессов дегазации очистилась, обнажив свежие ледяные слои, и альбедо объекта возросло; выбросы летучих веществ повлияли на ускорение движения Оумуамуа.
Основываясь на результатах 34 дней наблюдений, подсчитано, что эксцентриситет у Оумуамуа составляет 1,20, что является самым высоким показателем среди всех когда-либо наблюдавшихся тел Солнечной системы. Предыдущий рекорд принадлежал комете C/1980 E1 с эксцентриситетом 1,057. Высокий эксцентриситет как и во время прибытия, так и после указывает на то, что астероид никогда не был связан гравитационно с Солнечной системой и является межзвёздным объектом из-за большой начальной скорости. Наклонение орбиты составляет 123° относительно эклиптики. В межзвёздном пространстве скорость у 1I/Оумуамуа составляет 26,33 км/с относительно Солнца; она достигла максимума в 87,71 км/с в перигелии.
Это первый известный кандидат межзвёздного объекта. Вероятная область вылета находится в окрестностях Веги (созвездие Лиры). Оумуамуа движется по гиперболической траектории со скоростью 26 км/с. Это направление близко к апексу Солнца, наиболее вероятной области для подходов объектов извне Солнечной системы. Однако неизвестно точно, как долго объект находился в межзвёздном пространстве. Солнечная система — это, вероятно, первая планетная система, у которой Оумуамуа пролетел после выброса от своей родительской звезды, произошедшего, возможно, миллиарды лет назад.

## Обозначение

### Номенклатура
Изначально об открытии 1I/Оумуамуа в качестве новой кометы C/2017 U1 (PANSTARRS) было объявлено 25 октября 2017 года. Уже тогда была известна необычная гиперболическая орбита, и в попытке подтвердить кометную активность в тот же день на Очень большом телескопе (VLT) с помощью камеры FORS2 проводились внеплановые наблюдения по программе «СРОЧНО: Первый межзвёздный объект в Солнечной системе». На полученных глубоких совмещённых снимках не было обнаружено кометной комы. Соответственно, C/2017 U1 (PANSTARRS) был переименован в A/2017 U1, став первой кометой, переклассифицированной в астероид.
Ограничения на любую возможную кометную активность подразумевают, что не более нескольких квадратных метров поверхности 1I/Оумуамуа могут быть покрыты льдом, и что любые летучие соединения (если они есть) должны лежать ниже 50-сантиметровой корки. Ничего не было замечено на снимках со STEREO HI-1A во время перигелия 1I/Оумуамуа 9 сентября 2017 года. Отсутствие признаков комы указывает на происхождение изнутри снеговой линии в системе родительской звезды или нахождение в ней достаточно продолжительное время, чтобы весь лёд испарился, как это происходит с дамоклоидами. Анализ спектра подтверждает эти предположения.
В качестве первого известного объекта такого класса Оумуамуа предоставил уникальный случай для Международного астрономического союза, который присваивает официальные названия для космических тел. Был введён специальный индекс для межзвёздных объектов — «I» (сокращение от англ. interstellar, «межзвёздный»), и Оумуамуа присвоено обозначение «1I/2017 U1».

### Название
Имя «Оумуамуа» было выбрано командой Pan-STARRS, обнаружившей астероид. В переводе с гавайского ʻou.mua.mua означает «разведчик» или «посланник издалека» (ʻou означает «дотягиваться до чего-то», а редуплицированное mua означает «первый», «передовой»). По-английски название пишется как ʻOumuamua; знак «ʻ» перед буквой O обозначает гортанную смычку (произношениео файле), на гавайском языке он называется «окина».

## Наблюдения
Объект был открыт на чрезвычайно высокой гиперболической орбите Робертом Уэриком. 19 октября 2017 года на основе данных телескопа Pan-STARRS, когда астероид был на расстоянии 0,2 а.е. (30 млн км) от Земли.
26 октября 2017 года 1I/Оумуамуа был найден на ещё двух наблюдениях, полученных Каталинским небесным обзором. Они были совершены 14 и 17 октября 2017 года. Двухнедельная наблюдательная дуга подтвердила сильную гиперболичность орбиты астероида. Наблюдения и выводы о составе, форме, поведении и происхождении, полученные с помощью Очень Большого Телескопа в Чили были собраны и опубликованы в журнале Nature 20 ноября 2017 года, так как Оумуамуа сейчас на траектории вылета из Солнечной системы.
| Объект                       | Год  | Скорость км/с | Кол-во наблюдений и наблюдательная дуга |
| ---------------------------- | ---- | ------------- | --------------------------------------- |
| C/1947 F1 (Ронданина-Бестер) | 1671 | 1,84          | 15 за 37 дней                           |
| (90377) Седна                | 1746 | 2,66          | 196 за 9240 дней                        |
| C/1980 E1 (Боуэлл)           | 1765 | 2,98          | 179 за 2514 дней                        |
| C/1997 P2 (Spacewatch)       | 1779 | 2,99          | 94 за 49 дней                           |
| C/2010 X1 (Еленина)          | 1798 | 2,96          | 2222 за 235 дней                        |
| C/2012 S1 (ISON)             | 1801 | 2,99          | 6514 за 784 дней                        |
| C/2008 J4 (Макнот)           | 1855 | 4,88          | 22 за 15 дней                           |
| 1I/Оумуамуа                  | 1982 | 26,5          | 115 за 34 дня                           |

Скорость удаления 1I/Оумуамуа от Солнца оказалась несколько выше, чем предсказывалось исходя из законов небесной механики. На 1 июня 2018 года скорость объекта составляла около 31,6 км/с. Марко Мичели (Marco Micheli) из Европейского космического агентства с коллегами предположили, что на поверхности 1I/Оумуамуа под воздействием солнечного излучения происходит выброс газа, а значит, этот объект не астероид, а комета. По данным наблюдений следует, что чем дальше 1I/Оумуамуа удаляется от Солнца, тем медленнее он ускоряется, что типично для комет.

## Параметры объекта
В предположении, что объект состоит из камня с альбедо 10 %, его диаметр оценивается примерно в 160 м. Есть также предположение, что объект Оумуамуа имеет вид сигары длиной 180 м и шириной 30 м. Спектр астероида, полученный на 4,2-метровом Телескопе Уильяма Гершеля (WHT), указывает на однородность цвета и красный цвет поверхности, похожий на тот, который наблюдается у объектов пояса Койпера. Спектр, полученный телескопом Хейла, показывает менее насыщенный красный оттенок, похожий на ядра комет и троянцев. Он напоминает астероиды классов D и P.
Период вращения 1I/Оумуамуа лежит в пределах от 7,3 до ~8,10 (± 0,42) часов, с амплитудой яркости 1,8m. Это указывает на то, что астероид представляет собой сильно удлинённый объект с отношением осей не менее 5,3:1, что сравнимо с самыми вытянутыми объектами Солнечной системы, или даже больше. По мнению астронома Дэвида Джуитта, Оумуамуа физически ничем не примечателен, кроме его крайне вытянутой формы. С предположительным альбедо 0,1 (типичным для астероидов класса D), соответствующий форме 1I/Оумуамуа эллипсоид имеет полуоси приблизительно 230 × 35 × 35 м и соотношение полуосей близкое к 6:1. Впрочем, если фиксировать изменение яркости не в логарифмической шкале, в звёздных величинах, а на линейной шкале, изменение яркости Оумуамуа будет выглядеть почти синусоидой, что уменьшает вероятность сильной вытянутости, и увеличивает вероятность разности альбедо противолежащих поверхностей астероида. К примеру, шарообразный Япет меняет блеск на 1,7 звёздные величины — от 10,2 до 11,9.
Предполагается, что он также может быть контактным двойным, хотя это может быть несовместимо с его быстрым вращением. Из-за значительной разницы линейных размеров и осей инерции астероида, он также обладает хаотическим вращением. Одно из предположений причины столь вытянутой формы и хаотического вращения заключается в том, что они стали результатом разрушительного события в прошлом (например, столкновения с другим планетоидом или звёздного взрыва), которое, возможно, и вызвало его выброс из системы родительской звезды.

## Орбита
| Расстояние | Дата            | Скорость км/с |
| ---------- | --------------- | ------------- |
| 2300 а.е.  | 1603            | 26,22         |
| 1000 а.е.  | 1838            | 26,24         |
| 100 а.е.   | 2000            | 26,56         |
| 10 а.е.    | 2016            | 29,40         |
| 1 а.е.     | 9 августа 2017  | 49,6          |
| Перигелий  | 9 сентября 2017 | 87,7          |
| 1 а.е.     | 10 октября 2017 | 49,6          |
| 10 а.е.    | 2019            | 29,40         |
| 100 а.е.   | 2034            | 26,54         |
| 1000 а.е.  | 2197            | 26,25         |
| 2300 а.е.  | 2432            | 26,22         |

Было рассчитано, что астероид прошёл через перигелий 9 сентября 2017 года на расстоянии 0,255 а.е. от Солнца. Это на 17 % ближе, чем минимальное расстояние от Солнца до Меркурия. Также он был на расстоянии 0,1616 а.е. от Земли 14 октября 2017. Объект очень тусклый, и его видимая звёздная величина уже опустилась ниже 23m.
Предполагается, что астероид мог быть выброшен из звёздной ассоциации созвездия Киля примерно 45 миллионов лет назад. Однако сейчас на небе она расположена достаточно далеко от созвездия Лиры, с направления на которое объект залетел в Солнечную систему. Примерно 1,3 миллиона лет назад Оумуамуа мог проходить мимо звезды TYC 4742-1027-1 на расстоянии 0,16 парсек (0,52 световых года), но его скорость слишком велика, чтобы эта звезда была родительской. Скорее всего, астероид просто пролетел через облако Оорта этой звезды со скоростью 103 км/с и продолжил движение.
Сто лет назад 1I/Оумуамуа находился на расстоянии 561 ± 0,6 а.е. (84 миллиарда км) от Солнца и двигался со скоростью 26 км/с в его направлении. Астероид продолжал ускоряться, пока не достиг максимальной скорости 87,7 км/с в перигелии. На момент открытия он двигался со скоростью 46 км/с и он продолжит замедляться, пока не достигнет скорости 26 км/с относительно Солнца, что в пределах ~5 км/с от скорости ближайших звёзд в межзвёздном пространстве в окрестностях Солнца и тоже указывает на межзвёздное происхождение. Объект отдаляется от Солнца под углом в 66° от изначального направления. Он пересёк орбиту Юпитера в мае 2018 года, а орбиту Сатурна в январе 2019 года. Оумуамуа покидает Солнечную систему в направлении с прямым восхождением 23h51m и склонением +24°45', в созвездии Пегаса. На это потребуется около 23 000 лет.

## Гипотетическая космическая миссия
Оумуамуа имеет слишком высокую скорость для всех существующих в настоящее время космических кораблей, тем не менее «Инициатива по межзвёздным исследованиям» (i4is) изучила потенциальные возможности отправки космического зонда к 1I/Оумуамуа. Есть возможность использовать сначала гравитационный манёвр у Юпитера, а затем близкий солнечный пролёт на расстоянии трёх солнечных радиусов, чтобы воспользоваться эффектом Оберта. 

Также рассматриваются более продвинутые варианты использования солнечного, лазерного электрического и лазерного парусного двигателя, основанного на технологии Breakthrough Starshot.
Проблема заключается в том, что нужно достичь астероида за наименьшее время (и, следовательно, на минимально возможном расстоянии от Земли), и при этом иметь возможность получить полезную научную информацию. Если зонд будет разогнан до слишком большой скорости, он не сможет попасть на орбиту или приземлиться на астероид и просто пролетит мимо него, двигаясь со скоростью, составляющей много диаметров астероида в секунду. Авторы делают вывод, что, несмотря на сложность задачи, миссия столкновения теоретически может быть осуществима с использованием существующих технологий.

## Гипотеза об искусственном происхождении
Некоторые астрономы высказали и поддерживают спорную гипотезу о том, что этот объект был отправлен инопланетянами и/или является инопланетным космическим кораблём / космическим мусором.
В середине 2019 года ряд астрономов сделали заявление, что нет никаких свидетельств в пользу искусственного происхождения Оумуамуа.

## Галерея
- Предварительная орбита астероида 1I/Оумуамуа
- Анимация пролёта астероида Оумуамуа через Солнечную систему
- Положение Оумуамуа на гиперболической орбите во внутренней Солнечной системе 25 октября 2017 года

- Орбита Оумуамуа при пролёте через Солнечную систему
- Визуализация орбиты Оумуамуа в Солнечной системе
- Гипербола, соответствующая траектории 1I/Оумуамуа на плоскости
- Сравнение орбит астероида 1I/Оумуамуа и межзвёздной кометы C/2019 Q4 (Борисова)